# Fujii Kodai
Kodai Fujii (藤井 航大 Fujii Kōdai, sinh ngày 13 tháng 1 năm 1991 ở Toyama) là một cầu thủ bóng đá người Nhật Bản. Anh thi đấu cho Kamatamare Sanuki.

## Thống kê sự nghiệp
Cập nhật đến ngày 23 tháng 2 năm 2018.
| Thành tích câu lạc bộ | Thành tích câu lạc bộ | Thành tích câu lạc bộ | Giải vô địch | Giải vô địch | Cúp                   | Cúp                   | Khác    | Khác      | Tổng cộng | Tổng cộng |
| Mùa giải              | Câu lạc bộ            | Giải vô địch          | Số trận      | Bàn thắng    | Số trận               | Bàn thắng             | Số trận | Bàn thắng | Số trận   | Bàn thắng |
| Nhật Bản              | Nhật Bản              | Nhật Bản              | Giải vô địch | Giải vô địch | Cúp Hoàng đế Nhật Bản | Cúp Hoàng đế Nhật Bản | Khác1   | Khác1     | Tổng cộng | Tổng cộng |
| --------------------- | --------------------- | --------------------- | ------------ | ------------ | --------------------- | --------------------- | ------- | --------- | --------- | --------- |
| 2013                  | Kamatamare Sanuki     | JFL                   | 6            | 0            | 1                     | 0                     | 1       | 0         | 8         | 0         |
| 2014                  | Kamatamare Sanuki     | J2 League             | 38           | 1            | 1                     | 0                     | 2       | 0         | 41        | 1         |
| 2015                  | Kamatamare Sanuki     | J2 League             | 40           | 1            | 2                     | 0                     | -       | -         | 42        | 1         |
| 2016                  | Kamatamare Sanuki     | J2 League             | 30           | 2            | 1                     | 0                     | -       | -         | 31        | 2         |
| 2017                  | Machida Zelvia        | J2 League             | 18           | 0            | 1                     | 0                     | -       | -         | 19        | 0         |
| Tổng                  | Tổng                  | Tổng                  | 132          | 4            | 6                     | 0                     | 3       | 0         | 141       | 4         |

1Includes J2/JFL and J2/J3 play-offs.